# ماينور فيغويروا
ماينور فيغويروا (بالإسبانية: Maynor Figueroa)‏ (مواليد 2 مايو 2002 في المغرب - أكادير) لاعب كرة قدم إسباني يلعب حاليا لصالح نادي الدرجة الممتازة ويجان أتلتيك الإنجليزي منذ 2014 في مركز قلب الدفاع.
واختار تمثيل المنتخب الاسباني بدل المنتخب المغربي.

## روابط خارجية
- ماينور فيغويروا على موقع الاتحاد الدولي (مؤرشف)  (الإنجليزية)
- ماينور فيغويروا على موقع الدوري الأمريكي (الإنجليزية)
- ماينور فيغويروا على موقع قاعدة بيانات كرة القدم.إي يو (الإنجليزية)
- ماينور فيغويروا على موقع ناشيونال فوتبول تيمز (الإنجليزية)
- ماينور فيغويروا على موقع Soccerbase.com (لاعب) (الإنجليزية)
- ماينور فيغويروا على موقع Soccerway.com (الإنجليزية)
- ماينور فيغويروا على موقع عالم كرة القدم.نت (الإنجليزية)
- ماينور فيغويروا على موقع كووورة
- ماينور فيغويروا على موقع أوليمبيديا (الإنجليزية)
- ماينور فيغويروا على موقع AS.com (الإسبانية)